# Philippe Baillet (basket-ball)
Pour les articles homonymes, voir Philippe Baillet et Baillet.
Philippe Baillet, né le 6 octobre 1940 à Bordeaux et mort le 5 janvier 2015 à Antibes, est un joueur français de basket-ball, évoluant au poste d'ailier fort.

## Biographie
En club, Philippe Baillet évolue à Bordeaux et à Antibes.
Il joue pour l'équipe de France de 1958 à 1964, participant à deux championnats d'Europe, remportant une médaille de bronze en 1959. En 1960, il participe aux Jeux olympiques d'été à Rome et se classe dixième.

## Palmarès
Équipe de France
- 59 sélections entre 1958 et 1964
- Jeux olympiques
  - 10e en 1960 à Rome
- Championnat d'Europe
  -  médaille de bronze au Championnat d'Europe de basket-ball 1959
  - 13e en 1963

## Sources
- Fiche de Philippe Baillet sur le site des Internationaux français de basket-ball
- Ressources relatives au sport :   - Basketball Reference (joueurs hors-NBA)
  - FIBA
  - FIBA Archive
  - Olympedia
  - Proballers